# Nova Zembla
Nova Zembla este o dramă istorică olandeză din 2011 în regia lui Reinout Oerlemans. Este primul film de lung metraj olandez în 3D.

## Sinopsis
Filmul descrie ultima călătorie a lui Willem Barentsz și Jacob van Heemskerk din anii 1596 - 1597, atunci când împreună cu echipajul lor au încercat să descopere trecerea nord-estică către Indii. Însă, din cuaza gheții, echipajul a fost blocat pe insula Nova Zembla și a trebuit să-și petreacă iarna acolo în Huys Behouden Het (Casa sigură). Povestea este spusă prin ochii lui Gerrit de Veer, și se bazează pe faimosul jurnal publicat în 1598, după întoarcerea sa în Olanda. Gerrit este descris ca având o relație cu fiica astronomului, cartografului și preotului Petrus Plancius, care era unul dintre pionierii conceptului traversării nord-estice spre Indii. Efectul Novaia Zemlia, descris pentru prima dată de De Veer, este prezentat în film, deși într-o manieră non-istorică.

## Actori
- Robert de Hoog este Gerrit de Veer
- Derek de Lint este Willem Barentsz
- Victor Reinier este Jacob van Heemskerk
- Jan Decleir este Petrus Plancius
- Doutzen Kroes este Catharina Plancius
- Teun Kuilboer este Pieter Vos
- Semmy Schilt este Claes
- Juda Goslinga este Laurens
- Mads Wittermans este Chirurgijn
- Jochum van der Woude este Jan Fransz van Haerlem
- Herman Egbers este Harmen
- Arjan Duine este Oene
- Arend Brandligt este Adriaan
- Bas Keijzer este Kok